# Кастарас
Кастарас (ісп. Cástaras) — муніципалітет в Іспанії, у складі автономної спільноти Андалусія, у провінції Гранада. Населення — 282 особи (2010).
Муніципалітет розташований на відстані близько 390 км на південь від Мадрида, 40 км на південний схід від Гранади.
На території муніципалітету розташовані такі населені пункти: (дані про населення за 2010 рік)
- Кастарас: 197 осіб
- Ньєлес: 85 осіб

## Демографія
Динаміка населення (INE ):

## Галерея зображень

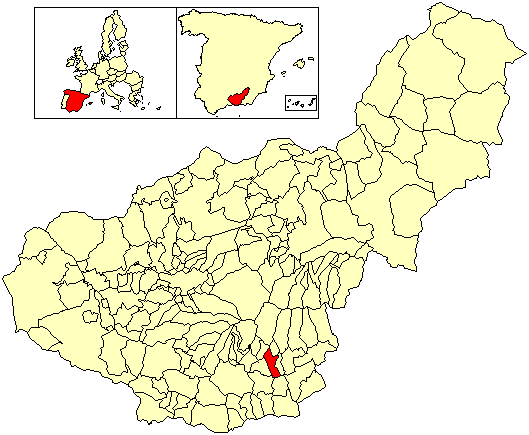
Розташування муніципалітету Кастарас
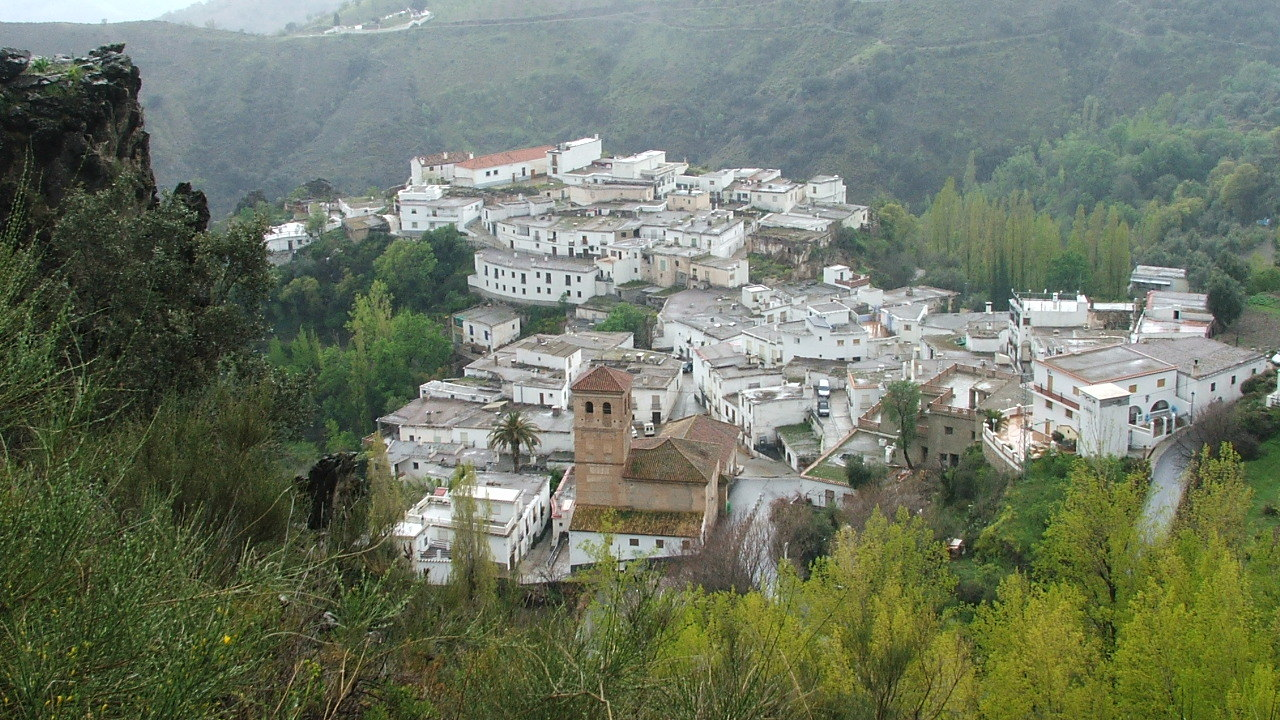
Кастарас